# ديفيد انسوورث
ديفيد انسوورث (بالإنجليزية: David Unsworth)‏ (16 أكتوبر 1973 في المملكة المتحدة - ) هو مدرب كرة قدم ولاعب كرة قدم بريطاني في مركزي قلب الدفاع والظهير. شارك مع منتخب إنجلترا تحت 21 سنة لكرة القدم ومنتخب إنجلترا لكرة القدم. أما مع النوادي، فقد لعب مع أستون فيلا وإيبسويتش تاون وشيفيلد يونايتد ونادي إيفرتون ونادي بورتسموث ونادي بيرنلي وهدرسفيلد تاون ووست هام يونايتد وويغان أتلتيك.

## مسيرته الكروية
لعب ديفيد انسوورث خلال مسيرته الاحترافية مع 8 أندية في عشرون موسمًا وسجل خلالها 44 هدفًا ضمن 449 مباراة. حيث فاز في موسم واحد بالكأس ولم يفز بأي دوري.
خاض ديفيد انسوورث مسيرته مع نادي إيفرتون في موسم 1991–92 في المرة الأولى ليلعب معه ستة مواسم ثم في موسم 1998–99 ليلعب معه ستة مواسم، مشاركًا طوالها في 304 مباراة سجل خلالها 33 هدفًا. ثم انتقل إلى نادي وست هام يونايتد في موسم 1997–98 لمدة موسم واحد، حيث شارك في 32 مباراة سجل خلالها هدفين. لينتقل بعدها إلى نادي إيبسويتش تاون في موسم 2004–05 لمدة موسم واحد، مشاركًا في 16 مباراة سجل خلالها هدفًا واحدًا. ثم انتقل إلى نادي شيفيلد يونايتد في موسم 2005–06 ولمدة موسمين، مشاركًا في 39 مباراة سجل خلالها 4 أهداف. هذا وانتقل لاحقًا إلى نادي ويغان أتلتيك في موسم 2006–07 لمدة موسم واحد، مشاركًا في 10 مباريات سجل خلالها هدفًا واحدًا. ثم انتقل بعدها إلى نادي بيرنلي في موسم 2007–08 لمدة موسم واحد، مشاركًا في 29 مباراة سجل خلالها هدفًا واحدًا أيضًا. ليعود وينتقل من جديد، لكن هذه المرة إلى نادي هدرسفيلد تاون في موسم 2008–09 لمدة موسم واحد، مشاركًا في 4 مباريات ولم يسجل أي هدف.

## وصلات خارجية
- ديفيد انسوورث على موقع الاتحاد الدولي (مؤرشف)  (الإنجليزية)
- ديفيد انسوورث على موقع قاعدة بيانات كرة القدم.إي يو (الإنجليزية)
- ديفيد انسوورث على موقع ناشيونال فوتبول تيمز (الإنجليزية)
- ديفيد انسوورث على موقع Soccerbase.com (لاعب) (الإنجليزية)
- ديفيد انسوورث على موقع عالم كرة القدم.نت (الإنجليزية)